# Breakout (album)
Breakout là album phòng thu thứ hai của ca sĩ người Mỹ Miley Cyrus, phát hành ngày 22 tháng 7 năm 2008 bởi Hollywood Records. Mặc dù là album thứ hai của cô, đây lại là album đầu tiên không liên quan đến loạt phim truyền hình mà cô thủ vai chính lúc bấy giờ Hannah Montana, vì Meet Miley Cyrus (2007) được phát hành như một phần của album chung với nhân vật của cô. Phần lớn album được sáng tác trong quá trình Cyrus thực hiện chuyến lưu diễn Best of Both Worlds Tour (2007–08). Đây là một bản thu âm pop rock nhưng cũng kết hợp một số thể loại âm nhạc khác, với nội dung ca từ chủ yếu đề cập đến những mối quan hệ tan vỡ và tuổi mới lớn. Hầu hết album được sản xuất bởi Rock Mafia, bên cạnh sự cộng tác từ Scott Cutler, John Fields, Matthew Wilder và Anne Preven. Cyrus cũng tham gia đồng sáng tác cho tám bài hát, đồng thời hát lại "Girls Just Want to Have Fun" của Cyndi Lauper và "Four Walls" của Cheyenne Kimball với tên gọi mới "These Four Walls".
Breakout đa phần nhận được những phản ứng tích cực từ các nhà phê bình âm nhạc, mặc dù cũng vấp phải ý kiến cho rằng những bài hát không có nhiều thay đổi đáng kể so với loạt phim Hannah Montana, cũng như so sánh phong cách âm nhạc với một số tác phẩm của Britney Spears và Avril Lavigne. Album cũng gặt hái nhiều thành công về mặt thương mại và giới thiệu Cyrus đến những thị trường mới, đứng đầu bảng xếp hạng tại Úc và Canada, đồng thời lọt vào top 10 tại Hungary, Ý, Nhật Bản, New Zealand, Tây Ban Nha và Vương quốc Anh. Tại Hoa Kỳ, Breakout ra mắt ở vị trí số một trên Billboard 200 với 370,000 bản được tiêu thụ trong tuần đầu, trở thành album quán quân thứ ba tại đây (nếu tính cả những album dưới tên Hannah Montana), và giúp cô trở thành nghệ sĩ hát đon thứ ba đạt được thành tích này khi chưa tròn 18 tuổi. Album sau đó được chứng nhận hai đĩa Bạch kim bởi Hiệp hội Công nghiệp Ghi âm Hoa Kỳ (RIAA), công nhận lượng đĩa xuất xưởng đạt hai triệu bản.
Ba đĩa đơn đã được phát hành từ Breakout. "7 Things" được chọn làm đĩa đơn chủ đạo của album và lọt vào top 10 trên trên các bảng xếp hạng tại Úc, Nhật Bản, Na Uy và Hoa Kỳ. Đĩa đơn thứ hai "Fly on the Wall" chỉ gặt hái những thành công ít ỏi, đạt vị trí thứ 84 trên bảng xếp hạng Billboard Hot 100. Ngoài ra, một phiên bản phối lại của Rock Mafia cho "See You Again" cũng xuất hiện trong Breakout và sau đó được phát hành làm đĩa đơn tại một số thị trường ngoài Bắc Mỹ. Để quảng bá album, Cyrus xuất hiện và trình diễn trên nhiều chương trình truyền hình và lễ trao giải lớn, như Good Morning America, Today, The X Factor và giải Sự lựa chọn của Giới trẻ năm 2008. Ngoài ra, cô cũng tiến hành chuyến lưu diễn Wonder World Tour để quảng bá cho Breakout lẫn EP The Time of Our Lives (2009) với 56 đêm diễn tại Hoa Kỳ và Vương quốc Anh và thu về hơn 67.1 triệu đô-la. Một phiên bản Bạch kim của album cũng được phát hành, với hai bài hát mới "Hovering" và "Someday".

## Danh sách bài hát
| Breakout – Phiên bản tiêu chuẩn | Breakout – Phiên bản tiêu chuẩn    | Breakout – Phiên bản tiêu chuẩn              | Breakout – Phiên bản tiêu chuẩn | Breakout – Phiên bản tiêu chuẩn |
| STT                             | Nhan đề                            | Sáng tác                                     | Sản xuất                        | Thời lượng                      |
| ------------------------------- | ---------------------------------- | -------------------------------------------- | ------------------------------- | ------------------------------- |
| 1.                              | "Breakout"                         | Gina Schock Ted Bruner Trey Vittetoe         | Scott Cutler Anne Preven        | 3:25                            |
| 2.                              | "7 Things"                         | Miley Cyrus Antonina Armato Tim James        | John Fields                     | 3:34                            |
| 3.                              | "The Driveway"                     | Cutler Preven Cyrus                          | Cutler Preven                   | 3:42                            |
| 4.                              | "Girls Just Wanna Have Fun"        | Robert Hazard                                | Matthew Wilder                  | 3:07                            |
| 5.                              | "Full Circle"                      | Cutler Preven Cyrus                          | Cutler Preven                   | 3:15                            |
| 6.                              | "Fly on the Wall"                  | Cyrus Armato James Devrim Karaoglu           | Armato James Karaoglu [a]       | 2:32                            |
| 7.                              | "Bottom of the Ocean"              | Cyrus Armato James                           | Armato James Karaoglu [a]       | 3:15                            |
| 8.                              | "Wake Up America"                  | Cyrus Armato James Aaron Dudley Karaoglu [b] | Armato James                    | 2:45                            |
| 9.                              | "These Four Walls"                 | Cutler Preven Cheyenne Kimball               | Cutler Preven                   | 3:26                            |
| 10.                             | "Simple Song"                      | Jeffrey Steele Jesse Littleton               | Armato James Karaoglu [b]       | 3:33                            |
| 11.                             | "Goodbye"                          | Cyrus Armato James                           | Armato James Karaoglu [b]       | 3:53                            |
| 12.                             | "See You Again" (Rock Mafia Remix) | Cyrus Armato James                           | Armato James Karaoglu [a]       | 3:17                            |
| Tổng thời lượng:                | Tổng thời lượng:                   | Tổng thời lượng:                             | Tổng thời lượng:                | 39:44                           |

| Breakout – Phiên bản tại Nhật Bản (bản nhạc bổ sung) | Breakout – Phiên bản tại Nhật Bản (bản nhạc bổ sung) | Breakout – Phiên bản tại Nhật Bản (bản nhạc bổ sung) |
| STT                                                  | Nhan đề                                              | Thời lượng                                           |
| ---------------------------------------------------- | ---------------------------------------------------- | ---------------------------------------------------- |
| 13.                                                  | "7 Things" (EK's Baleric Mix)                        | 4:29                                                 |
| 14.                                                  | "7 Things" (Daishi Dance Remix)                      | 5:47                                                 |
| Tổng thời lượng:                                     | Tổng thời lượng:                                     | 50:00                                                |

| Breakout – Phiên bản tại Nhật Bản (DVD bổ sung) | Breakout – Phiên bản tại Nhật Bản (DVD bổ sung)               | Breakout – Phiên bản tại Nhật Bản (DVD bổ sung) |
| STT                                             | Nhan đề                                                       | Thời lượng                                      |
| ----------------------------------------------- | ------------------------------------------------------------- | ----------------------------------------------- |
| 1.                                              | "7 Things" (Video ca nhạc)                                    | 3:40                                            |
| 2.                                              | "See You Again" (Trực tiếp tại Disney Channel Games năm 2008) | 3:25                                            |
| 3.                                              | "Miley, Music & More"                                         | 3:01                                            |

| Breakout – Phiên bản Bạch kim (bản nhạc bổ sung) | Breakout – Phiên bản Bạch kim (bản nhạc bổ sung) | Breakout – Phiên bản Bạch kim (bản nhạc bổ sung) | Breakout – Phiên bản Bạch kim (bản nhạc bổ sung) | Breakout – Phiên bản Bạch kim (bản nhạc bổ sung) |
| STT                                              | Nhan đề                                          | Sáng tác                                         | Sản xuất                                         | Thời lượng                                       |
| ------------------------------------------------ | ------------------------------------------------ | ------------------------------------------------ | ------------------------------------------------ | ------------------------------------------------ |
| 13.                                              | "Hovering"                                       | Armato James                                     | Armato James                                     | 2:29                                             |
| 14.                                              | "Someday"                                        | Cyrus Armato James Karaoglu                      | Armato James Karaoglu [a]                        | 3:03                                             |
| Tổng thời lượng:                                 | Tổng thời lượng:                                 | Tổng thời lượng:                                 | Tổng thời lượng:                                 | 45:16                                            |

| Breakout – Phiên bản Bạch kim (DVD bổ sung) | Breakout – Phiên bản Bạch kim (DVD bổ sung)                     | Breakout – Phiên bản Bạch kim (DVD bổ sung) |
| STT                                         | Nhan đề                                                         | Thời lượng                                  |
| ------------------------------------------- | --------------------------------------------------------------- | ------------------------------------------- |
| 1.                                          | "7 Things" (Video ca nhạc)                                      | 3:39                                        |
| 2.                                          | "Hậu trường video '7 Things'"                                   | 2:31                                        |
| 3.                                          | "7 Things" (Trực tiếp tại Clear Channel Stripped)               | 3:34                                        |
| 4.                                          | "The Driveway" (Trực tiếp tại Clear Channel Stripped)           | 3:49                                        |
| 5.                                          | "Simple Song" (Trực tiếp tại Clear Channel Stripped)            | 3:46                                        |
| 6.                                          | "See You Again" (Trực tiếp tại Clear Channel Stripped)          | 3:31                                        |
| 7.                                          | "Breakout" (Trực tiếp tại Disney Channel Games năm 2008)        | 3:13                                        |
| 8.                                          | "Fly on the Wall" (Trực tiếp tại Disney Channel Games năm 2008) | 2:42                                        |
| 9.                                          | "See You Again" (Trực tiếp tại Disney Channel Games năm 2008)   | 3:25                                        |
| 10.                                         | "Miley, Music & More"                                           | 3:01                                        |

| Breakout – Phiên bản Bạch kim tại Nhật Bản (bản nhạc bổ sung) | Breakout – Phiên bản Bạch kim tại Nhật Bản (bản nhạc bổ sung) | Breakout – Phiên bản Bạch kim tại Nhật Bản (bản nhạc bổ sung) |
| STT                                                           | Nhan đề                                                       | Thời lượng                                                    |
| ------------------------------------------------------------- | ------------------------------------------------------------- | ------------------------------------------------------------- |
| 13.                                                           | "7 Things" (EK's Baleric Mix)                                 | 4:29                                                          |
| 14.                                                           | "7 Things" (Daishi Dance Remix)                               | 5:47                                                          |
| 15.                                                           | "Hovering"                                                    | 2:29                                                          |
| 16.                                                           | "Someday"                                                     | 3:03                                                          |

| Breakout – Phiên bản Bạch kim tại Nhật Bản (DVD bổ sung) | Breakout – Phiên bản Bạch kim tại Nhật Bản (DVD bổ sung)        | Breakout – Phiên bản Bạch kim tại Nhật Bản (DVD bổ sung) |
| STT                                                      | Nhan đề                                                         | Thời lượng                                               |
| -------------------------------------------------------- | --------------------------------------------------------------- | -------------------------------------------------------- |
| 1.                                                       | "7 Things" (Video ca nhạc)                                      | 3:39                                                     |
| 2.                                                       | "7 Things" (Hậu trường video)                                   | 7:38                                                     |
| 3.                                                       | "Fly on the Wall" (Video ca nhạc)                               | 3:27                                                     |
| 4.                                                       | "7 Things" (Trực tiếp tại Clear Channel Stripped)               | 3:32                                                     |
| 5.                                                       | "The Driveway" (Trực tiếp tại Clear Channel Stripped)           | 3:45                                                     |
| 6.                                                       | "Simple Song" (Trực tiếp tại Clear Channel Stripped)            | 3:45                                                     |
| 7.                                                       | "See You Again" (Trực tiếp tại Clear Channel Stripped)          | 3:33                                                     |
| 8.                                                       | "Breakout" (Trực tiếp tại Disney Channel Games năm 2008)        | 3:40                                                     |
| 9.                                                       | "Fly on the Wall" (Trực tiếp tại Disney Channel Games năm 2008) | 2:39                                                     |
| 10.                                                      | "See You Again" (Trực tiếp tại Disney Channel Games năm 2008)   | 3:30                                                     |
| 11.                                                      | "Miley, Music & More" (Quảng cáo 1)                             | 1:32                                                     |
| 12.                                                      | "Miley, Music & More" (Quảng cáo 2)                             | 1:32                                                     |
| 13.                                                      | "Sweet 16 (Birthday Party) : Share The Celebration"             | 2:29                                                     |
| 14.                                                      | "Tv Cm-spots (bản Nhật)" (Quảng cáo 15 giây)                    | 0:20                                                     |
| 15.                                                      | "Tv Cm-spots (bản Nhật)" (Quảng cáo 30 giây)                    | 0:35                                                     |
| 16.                                                      | "Tiểu sử"                                                       |                                                          |

Ghi chú
- ^[a]  nghĩa là đồng sản xuất
- ^[b]  nghĩa là sản xuất bổ sung

## Xếp hạng
| Bảng xếp hạng (2008)                     | Vị trí cao nhất |
| ---------------------------------------- | --------------- |
| Album Argentina (CAPIF)                  | 19              |
| Album Úc (ARIA)                          | 1               |
| Album Áo (Ö3 Austria)                    | 12              |
| Album Bỉ (Ultratop Vlaanderen)           | 38              |
| Album Bỉ (Ultratop Wallonie)             | 42              |
| Album Canada (Billboard)                 | 1               |
| Album Cộng hòa Séc (IFPI)                | 32              |
| Album Đan Mạch (Hitlisten)               | 27              |
| Album Châu Âu (Billboard)                | 28              |
| Album Phần Lan (Suomen virallinen lista) | 28              |
| Album Pháp (SNEP)                        | 30              |
| Album Đức (Offizielle Top 100)           | 16              |
| Album Hungaria (MAHASZ)                  | 7               |
| Album Ireland (IRMA)                     | 11              |
| Album Ý (FIMI)                           | 6               |
| Album Nhật Bản (Oricon)                  | 10              |
| Album México (Top 100 Mexico)            | 23              |
| Album New Zealand (RMNZ)                 | 2               |
| Album Na Uy (VG-lista)                   | 15              |
| Album Ba Lan (ZPAV)                      | 15              |
| Album Tây Ban Nha (PROMUSICAE)           | 7               |
| Album Thụy Sĩ (Schweizer Hitparade)      | 25              |
| Album Anh Quốc (OCC)                     | 10              |
| Album Hoa Kỳ Billboard 200               | 1               |

| Bảng xếp hạng (2008)           | Vị trí |
| ------------------------------ | ------ |
| Album Úc (ARIA)                | 19     |
| Album Áo (Ö3 Austria)          | 74     |
| Album Canada (Billboard)       | 17     |
| Album Châu Âu (Billboard)      | 88     |
| Album Hungaria (MAHASZ)        | 86     |
| Album New Zealand (RMNZ)       | 14     |
| Album Anh Quốc (OCC)           | 91     |
| Hoa Kỳ Billboard 200           | 32     |
| Album Toàn cầu (IFPI)          | 23     |
| Bảng xếp hạng (2009)           | Vị trí |
| Album Châu Âu (Billboard)      | 78     |
| Album Đức (Offizielle Top 100) | 78     |
| Album Tây Ban Nha (PROMUSICAE) | 50     |
| Album Anh Quốc (OCC)           | 138    |
| Hoa Kỳ Billboard 200           | 76     |

## Chứng nhận
| Quốc gia                                                                           | Chứng nhận  | Số đơn vị/doanh số chứng nhận |
| ---------------------------------------------------------------------------------- | ----------- | ----------------------------- |
| Úc (ARIA)                                                                          | Bạch kim    | 70.000^                       |
| Áo (IFPI Áo)                                                                       | Vàng        | 10.000*                       |
| GCC (IFPI Trung Đông)                                                              | Vàng        | 3.000*                        |
| Đức (BVMI)                                                                         | Vàng        | 150.000^                      |
| Ireland (IRMA)                                                                     | Bạch kim    | 15.000^                       |
| New Zealand (RMNZ)                                                                 | Bạch kim    | 15.000^                       |
| Ba Lan (ZPAV)                                                                      | Vàng        | 10.000*                       |
| Tây Ban Nha (PROMUSICAE)                                                           | Bạch kim    | 80.000^                       |
| Anh Quốc (BPI)                                                                     | Bạch kim    | 300.000^                      |
| Hoa Kỳ (RIAA)                                                                      | 2× Bạch kim | 2.000.000‡                    |
| * Chứng nhận dựa theo doanh số tiêu thụ. ^ Chứng nhận dựa theo doanh số nhập hàng. |             |                               |